# Piotr Buchalski
Piotr Buchalski (ur. 4 marca 1981 w Płocku) – polski wioślarz, olimpijczyk z Aten z 2004.

## Osiągnięcia
- Mistrzostwa Świata Juniorów – Linz 1998 – ósemka – 10. miejsce[1].
- Mistrzostwa Świata Juniorów – Płowdiw 1999 – ósemka – 1. miejsce[1].
- Mistrzostwa Świata – Sewilla 2002 – ósemka – 11. miejsce[1].
- Mistrzostwa Świata – Mediolan 2003 – ósemka – 8. miejsce[1].
- Igrzyska Olimpijskie – Ateny 2004 – ósemka – 8. miejsce[1].
- Mistrzostwa Świata – Gifu 2005 – ósemka – 5. miejsce[1].
- Mistrzostwa Świata – Eton 2006 – ósemka – 6. miejsce[1].
- Mistrzostwa Świata – Monachium 2007 – ósemka – 5. miejsce[1].
- Mistrzostwa Europy – Poznań 2007 – ósemka – 2. miejsce[1].
- Mistrzostwa Europy – Ateny 2008 – ósemka – 3. miejsce[1].
- Mistrzostwa Świata – Poznań 2009 – czwórka bez sternika – 11. miejsce[1].